# Steinsfurt
Steinsfurt is een plaats in de Duitse gemeente Sinsheim, deelstaat Baden-Württemberg, en telt 3.269 inwoners (ultimo 2017).

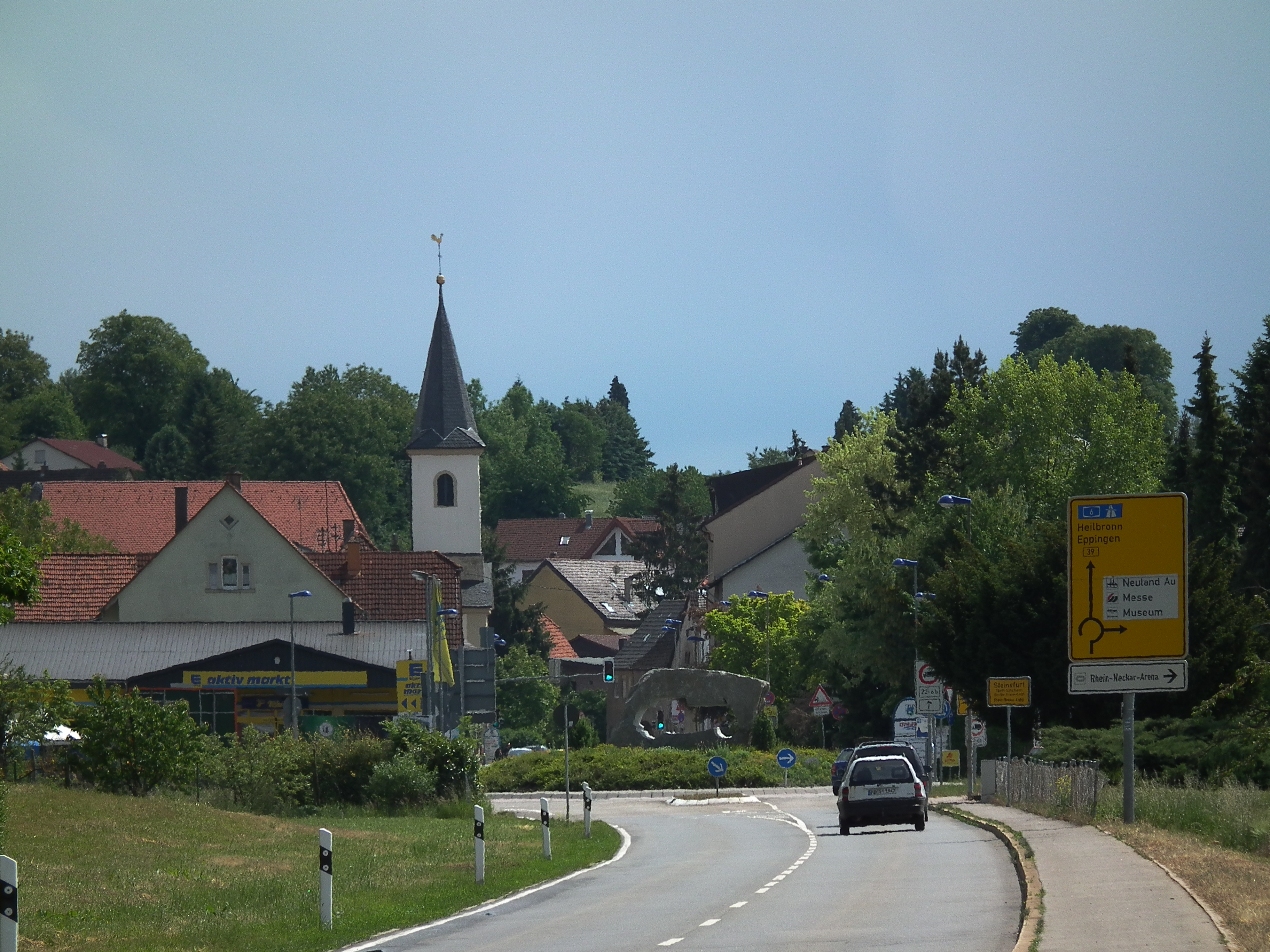
Dorpsrand van Steinsfurt

De plaats ligt in de landstreek Kraichgau, aan het riviertje de Elsenz, nabij afrit 34 van de Autobahn A 6. Door het dorp loopt tevens de Bundesstraße 39. Het dorp heeft verder een spoorwegstation aan spoorlijnen westwaarts richting Neckargemünd, niet ver van Heidelberg, oostwaarts richting Bad Friedrichshall, niet ver van Neckarsulm, en zuidwaarts richting Reihen en Eppingen, dat ten westen van Heilbronn ligt.
Steinsfurt is bekend, doordat er in 1959 bij archeologische opgravingen een Romeinse Jupiterzuil werd ontdekt. In het dorp is daarna een replica van deze zuil opgericht. Het dorp zelf wordt voor het eerst vermeld in een document van rond het jaar 1100. Zie voor geschiedkundige gegevens verder onder Kraichgau en Sinsheim, alsmede op de gemeentelijke webpagina, die in het kader is vermeld. In de 19e eeuw kende het dorp enige economische bloei. Voor de aanleg van spoorlijnen in de regio was steen nodig. In steengroeven rondom het dorp werd deze opgedolven.
Te Steinsfurt staat een vakwerkboerderijtje met de naam Lerchennest (Leeuwerikennest). Hier was Frederik de Grote, toen hij op 5 augustus 1730 als ongeveer 18-jarige jongen het strenge bewind van zijn vader Frederik Willem I van Pruisen trachtte te ontvluchten, één nacht ondergedoken. Aan dit feit herinnert een bescheiden museum in het boerderijtje.
In het dorp staan verscheidene historisch interessante huizen en kerkgebouwen.

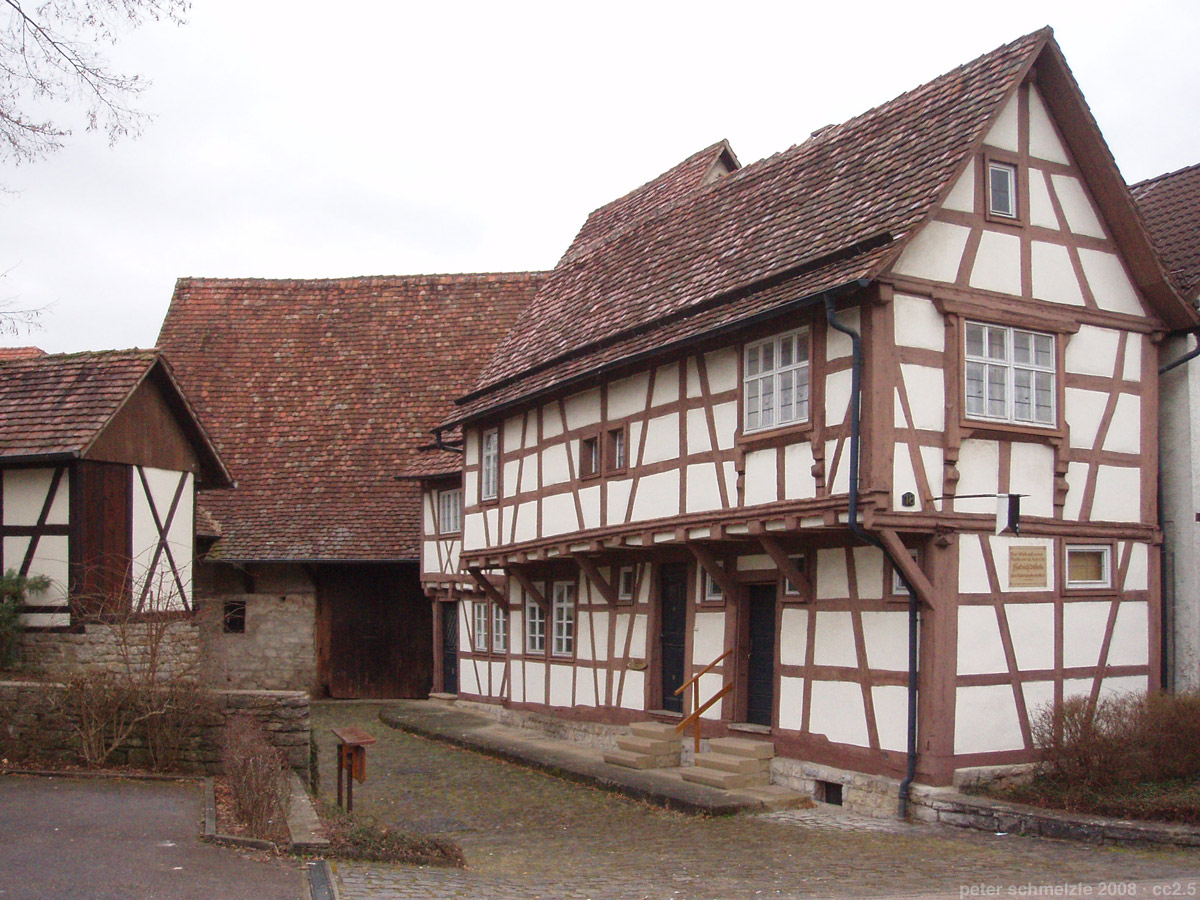
Lerchennest
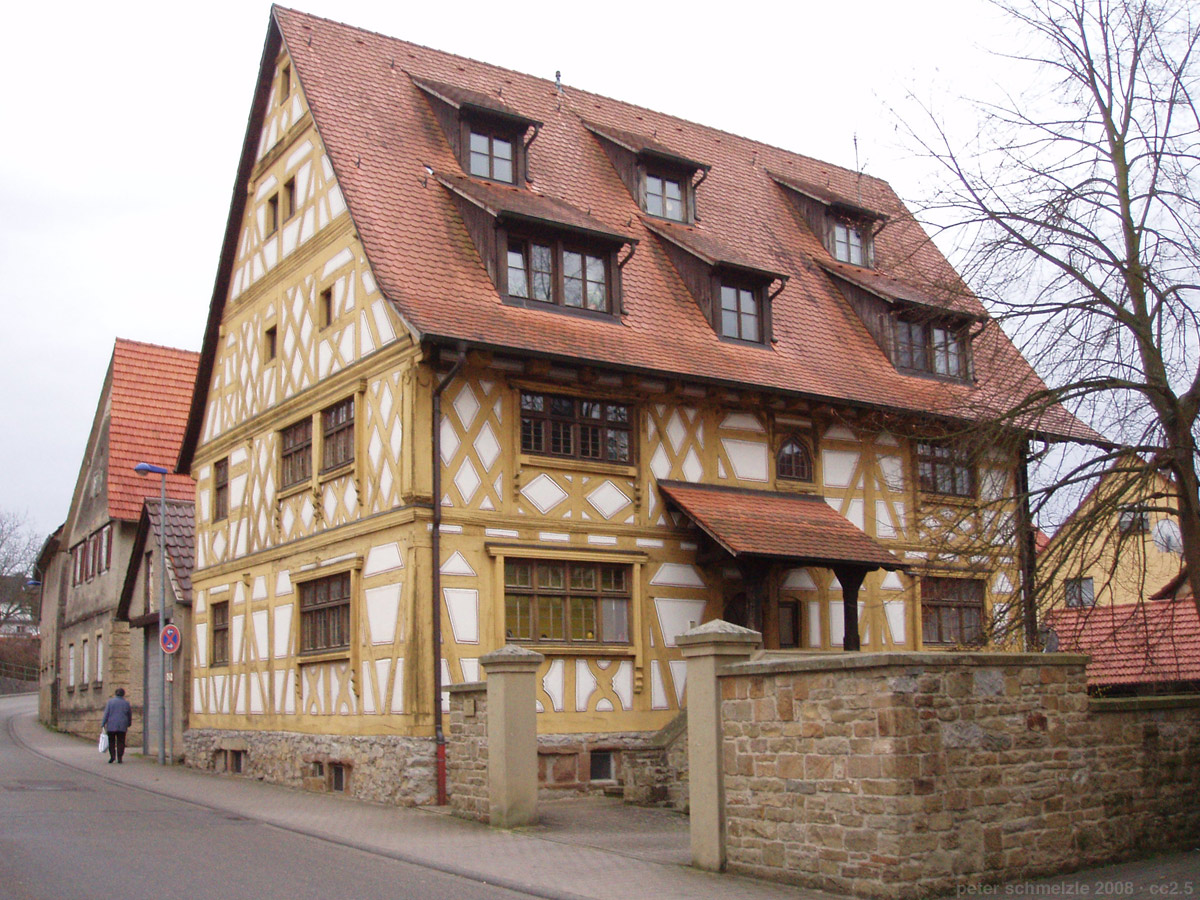
Alte Kaserne (17e eeuw)
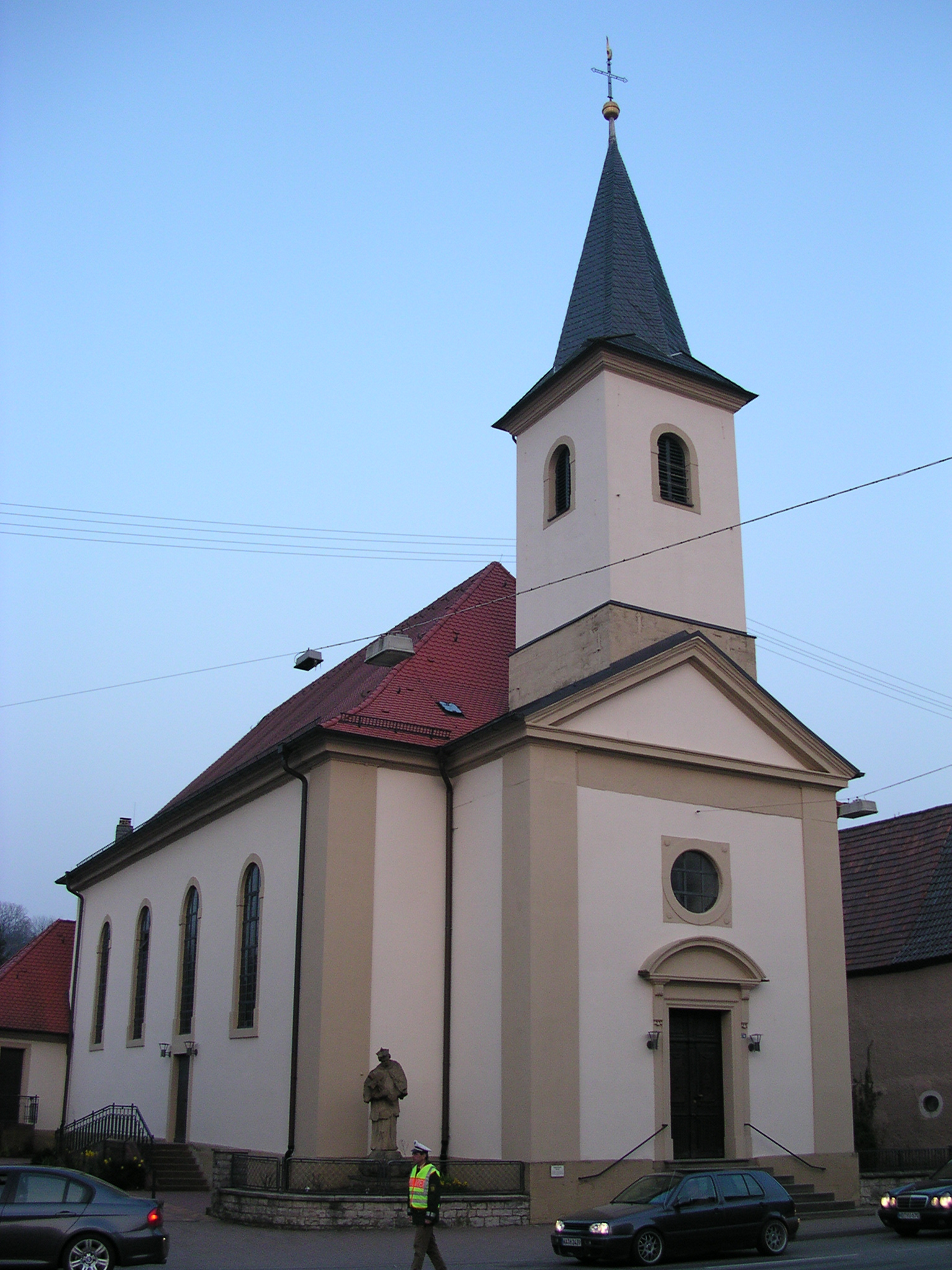
R.K. Sint-Pieterskerk, 1804

Tussen Steinsfurt en de stad Sinsheim staan het Technik-Museum Sinsheim en het voetbalstadion de Rhein-Neckar-Arena.
Adersbach · Dühren · Ehrstädt · Eschelbach · Hasselbach · Hilsbach · Hoffenheim · Sinsheim · Reihen · Rohrbach · Steinsfurt · Waldangelloch · Weiler